# Baklofen

Baklofens enantiomerer.
R-baklofen (vänster) och
S-baklofen (höger).

Baklofen är ett läkemedel, som huvudsakligen används till för att minska och lindra olika former av spasticitet. Baklofen molekyler verkar som agonister på GABAB-receptorerna och aktiverar dem. Aktiveringen av GABAB-receptorn som är en G-protein-kopplad receptor startar en intracellulär kaskad som leder till att öppnandet av kalium-kanaler. Då kommer kalium-jonerna att diffundera ut med koncentrationsgradienten till utsidan av neuronet. Detta ändrar membranpotentialen och orsakar en hyperpolariseing. Med andra ord leder aktiveringen av GABAB-receptorer till en minskad sannolikhet att utlösa aktionpotentialer (nervimpulser). Om nu nerverna inte längre kan skicka lika många aktionpotentialer till musklerna, så minskar muskelkontraktionen. 